# Antonio Puchades
Antonio Puchades Casanova (ur. 4 czerwca 1925 w Sueca, zm. 24 maja 2013 tamże) – hiszpański piłkarz, obdarzany przydomkiem Tonico. 
Przez niemal całą karierę zawodniczą związany był z Valencia CF. Piłkarzem klubu z Walencji był w latach w 1946-1958. W tym czasie w lidze rozegrał blisko 300 spotkań. W 1947 został mistrzem Hiszpanii. Sięgał po Copa del Generalísimo (ówczesna nazwa Pucharu Króla, czyli Pucharu Hiszpanii) w 1949 i 1954. W reprezentacji Hiszpanii debiutował 20 marca 1949 w meczu z Portugalią i do 1954 w barwach tego kraju rozegrał 23 spotkania. Brał udział w MŚ 50, na których Hiszpania zajęła czwarte miejsce. 

## Sukcesy
Valencia CF
- mistrzostwo Hiszpanii → 1947
- Puchar Hiszpanii → 1949 i 1954

Hiszpania
- mistrzostwa świata 1950 → 4. miejsce